# Dangyang, Chongqing
Dangyang (kinesiska: 当阳) är en socken i sydvästra Kina. Den ligger i häradet Wushan i storstadsområdet Chongqing, omkring 390 kilometer nordost om det centrala stadsdistriktet Yuzhong. Antalet invånare är 5 160. Befolkningen består av 2 520 kvinnor och 2 640 män. Barn under 15 år utgör 19,0 %, vuxna 15-64 år 67 %, och äldre över 65 år 12,0 %.